# هالمستاد
هالمستاد (بالسويدية: Halmstad) مدينة تقع في جنوب محافظة هالاند وهي مركز بلدية هالمستاد .تصنف في المرتبة العشرون من حيث عدد السكان بعدد يناهز 100000 نسمة في2018
تقع هالمستاد عند مصب نهر نيسان و يلعب القطاع العام دورا هام في المدينة كالثكنة العسكرية وجامعة هالمستاد والمستشفى العام للمحافظة.

## المناخ
يظهر الجدول التالي التغييرات المناخية على مدار السنة لهالمستاد:
| البيانات المناخية لـهالمستاد                    | البيانات المناخية لـهالمستاد | البيانات المناخية لـهالمستاد | البيانات المناخية لـهالمستاد | البيانات المناخية لـهالمستاد | البيانات المناخية لـهالمستاد | البيانات المناخية لـهالمستاد | البيانات المناخية لـهالمستاد | البيانات المناخية لـهالمستاد | البيانات المناخية لـهالمستاد | البيانات المناخية لـهالمستاد | البيانات المناخية لـهالمستاد | البيانات المناخية لـهالمستاد | البيانات المناخية لـهالمستاد |
| الشهر                                           | يناير                        | فبراير                       | مارس                         | أبريل                        | مايو                         | يونيو                        | يوليو                        | أغسطس                        | سبتمبر                       | أكتوبر                       | نوفمبر                       | ديسمبر                       | المعدل السنوي                |
| ----------------------------------------------- | ---------------------------- | ---------------------------- | ---------------------------- | ---------------------------- | ---------------------------- | ---------------------------- | ---------------------------- | ---------------------------- | ---------------------------- | ---------------------------- | ---------------------------- | ---------------------------- | ---------------------------- |
| الدرجة القصوى °م (°ف)                           | 9.6 (49.3)                   | 13.2 (55.8)                  | 19.3 (66.7)                  | 28.1 (82.6)                  | 29.1 (84.4)                  | 34.2 (93.6)                  | 34.0 (93.2)                  | 33.0 (91.4)                  | 27.6 (81.7)                  | 21.4 (70.5)                  | 14.9 (58.8)                  | 11.0 (51.8)                  | 34.0 (93.2)                  |
| متوسط درجة الحرارة الكبرى °م (°ف)               | 2.0 (35.6)                   | 2.4 (36.3)                   | 6.3 (43.3)                   | 12.7 (54.9)                  | 17.1 (62.8)                  | 20.0 (68.0)                  | 22.8 (73.0)                  | 21.8 (71.2)                  | 17.7 (63.9)                  | 11.7 (53.1)                  | 7.3 (45.1)                   | 3.8 (38.8)                   | 12.1 (53.8)                  |
| المتوسط اليومي °م (°ف)                          | −0.2 (31.6)                  | −0.2 (31.6)                  | 2.5 (36.5)                   | 7.6 (45.7)                   | 12.1 (53.8)                  | 15.1 (59.2)                  | 18.0 (64.4)                  | 17.4 (63.3)                  | 14.6 (58.3)                  | 8.5 (47.3)                   | 5.0 (41.0)                   | 1.6 (34.9)                   | 8.5 (47.3)                   |
| متوسط درجة الحرارة الصغرى °م (°ف)               | −2.4 (27.7)                  | −2.4 (27.7)                  | −1.2 (29.8)                  | 2.4 (36.3)                   | 7.1 (44.8)                   | 10.2 (50.4)                  | 13.3 (55.9)                  | 13.0 (55.4)                  | 9.5 (49.1)                   | 5.2 (41.4)                   | 2.7 (36.9)                   | −0.6 (30.9)                  | 4.7 (40.5)                   |
| أدنى درجة حرارة °م (°ف)                         | −26.2 (−15.2)                | −25.7 (−14.3)                | −23.0 (−9.4)                 | −10.7 (12.7)                 | −4.4 (24.1)                  | 0.2 (32.4)                   | 3.0 (37.4)                   | 2.5 (36.5)                   | −3.0 (26.6)                  | −9.6 (14.7)                  | −16.6 (2.1)                  | −23.2 (−9.8)                 | −26.2 (−15.2)                |
| الهطول مم (إنش)                                 | 61.8 (2.43)                  | 38.0 (1.50)                  | 51.3 (2.02)                  | 43.4 (1.71)                  | 44.9 (1.77)                  | 64.4 (2.54)                  | 82.2 (3.24)                  | 86.1 (3.39)                  | 88.5 (3.48)                  | 79.6 (3.13)                  | 81.6 (3.21)                  | 74.0 (2.91)                  | 795.7 (31.33)                |
| المصدر #1: SMHI Average Precipitation 1961-1990 |                              |                              |                              |                              |                              |                              |                              |                              |                              |                              |                              |                              |                              |
| المصدر #2: SMHI Average Data 2002-2015          |                              |                              |                              |                              |                              |                              |                              |                              |                              |                              |                              |                              |                              |

## أعلام
- يوهانس رايدبيرغ
- أوتو فون روزين
- بنغت صمويلسون
- فريدا بالمر
- بيسهنتر